# Llengües luyanes
Les llengües luyanes són les llengües d'un subgrup lingüístic de les llengües bantus centrals, categoritzades com a part de les llengües del grup K. Segons l'ethnologue, aquestes llengües són el luyana, el mbowe, el kwangali, el diriku, el mbukushu i el simaa.